# Колібрі-діамант венесуельський
Колі́брі-діама́нт венесуельський (Heliodoxa xanthogonys) — вид серпокрильцеподібних птахів родини колібрієвих (Trochilidae). Мешкає на Гвіанському нагір'ї.

## Опис
Довжина птаха становить 10-11 см, вага 5,5-7,5 г. У самців номінативного підвиду тім'я золотисто-зелене бо смарагдово-зелене, блискуче, над очима чорнуваті "брови". Обличчя, задня частина шиї і верхня частина тіла темно-золотисто-зелені. На верхній частині горла блискуча фіолетово-синя пляма, груди і живіт темно-золотисто-зелені, нижні покривні пера хвоста зеленуваті з вузькими сірими і рудими краями. Надхвістя і центральні стернові пера бронзово-зелені або смарагдово-зелені, решта хвоста чорнувато-зелені. Дзьоб прямий, довжиною 20 мм, зверху чорнуватий, знизу оранжевий з темним кінчиком. За очима невеликі білі плями. 
Самиці мають більш тьмяне забарвлення, райдужний відтінок в їх оперенні менш виражений, "брови" над очима і пляма на горлі у них відсутні. Нижня частина тіла у них білувата, поцяткована зеленуватими плямами, під дзьобом білі "вуса", стернові пера мають білі кінчики.
Самиці підвиду H. x. willardi мають довші крила і хвіст, ніж представники номінативного підвиду. У самиць цього підвиду на нижній частині менше зелених плям, на животі вони відсутні, хвіст смарагдово зелений, стернові пера мають широкі білі краї.

## Підвиди
Виділяють два підвиди:
- H. x. willardi Weller & Renner, 2001 — тепуї на півдні Венесуели і півночі Бразилії (Піку-да-Небліна, Серра-ду-Імері);
- H. x. xanthogonys Salvin & Godman, 1882 — тепуї на південному сході Венесуелі, в Гаяні і на півночі Бразилії.

## Поширення і екологія
Венесуельські колібрі-діаманти мешкають у Венесуелі, Гаяні і Бразилії, трапляються в Суринамі. Вони живуть у вологих гірських і рівнинних тропічних лісах, на узліссях  і галявинах та в чагарникових заростях, на висоті від 700 до 2000 м над рівнем моря. Ведуть переважно осілий спосіб життя. Живляться нектаром квітучих рослин, переважно з родини вересових, а також дрібними комахами. Венесуельські колібрі-діаманти шукають нектар, пересуваючись за певним маршрутом, а також захищають кормові території. В деякі сезони самиці і самці розділяються і живляться нектаром різних рослин. Сезон розмноження у венесуельських колібрі-діамантів триває з січня по березень. Їхні гнізда мають чашоподібну форму, в кладці 2 білих яйця.